# Каноническое преобразование
В гамильтоновой механике каноническое преобразование (также контактное преобразование) — это преобразование канонических переменных, не меняющее общий вид уравнений Гамильтона для любого гамильтониана. Канонические преобразования могут быть введены и в квантовом случае как не меняющие вид уравнений Гейзенберга. Они позволяют свести задачу с определённым гамильтонианом к задаче с более простым гамильтонианом как в классическом, так и в квантовом случае. Канонические преобразования образуют группу.

## Определение
Преобразования
{\displaystyle Q_{i}=Q_{i}(q_{1},\ldots ,q_{s},p_{1},\ldots ,p_{s},t),}
{\displaystyle P_{i}=P_{i}(q_{1},\ldots ,q_{s},p_{1},\ldots ,p_{s},t),}
{\displaystyle i=1,\ldots ,s,}, где {\displaystyle s} — число степеней свободы,
{\displaystyle {\frac {\partial (Q_{1},\ldots ,Q_{s};P_{1},\ldots ,P_{s})}{\partial (q_{1},\ldots ,q_{s};p_{1},\ldots ,p_{s})}}\neq 0,}
называются каноническими, если это преобразование переводит уравнения Гамильтона с функцией Гамильтона {\displaystyle H}:
{\displaystyle {\dot {p}}_{i}=-{\frac {\partial H}{\partial q_{i}}},}
{\displaystyle {\dot {q}}_{i}=~~{\frac {\partial H}{\partial p_{i}}},}
в уравнения Гамильтона с функцией Гамильтона {\displaystyle {\mathcal {H}}}:
{\displaystyle {\dot {P}}_{i}=-{\frac {\partial {\mathcal {H}}}{\partial Q_{i}}},}
{\displaystyle {\dot {Q}}_{i}=~~{\frac {\partial {\mathcal {H}}}{\partial P_{i}}}.}
Переменные {\displaystyle Q_{i}} и {\displaystyle P_{i}} называются новыми координатами и импульсами, соответственно, а {\displaystyle q_{i}} и {\displaystyle p_{i}} — старыми координатами и импульсами.

## Производящие функции
Из инвариантности интеграла Пуанкаре — Картана и теоремы Ли Хуа-чжуна о его единственности можно получить:
{\displaystyle \sum \limits _{i=1}^{s}P_{i}dQ_{i}-{\mathcal {H}}dt-c\left(\sum \limits _{i=1}^{s}p_{i}dq_{i}-Hdt\right)=-dF,}
где постоянную {\displaystyle c\neq 0} называют валентностью канонического преобразования, {\displaystyle dF} — полный дифференциал некоторой функции {\displaystyle F(q_{1},\ldots ,q_{s},p_{1},\ldots ,p_{s},t)} (предполагается, что {\displaystyle P_{i}} и {\displaystyle Q_{i}} также выражены через старые переменные). Она называется производящей функцией канонического преобразования. Канонические преобразования взаимнооднозначно определяются производящей функцией и валентностью.
Канонические преобразования для которых {\displaystyle c=1} называется унивалентными. Так как при заданной производящей функции различные {\displaystyle c} изменяют выражения для новых координат через старые, а также для гамильтониана только на константу, то часто рассматривают только унивалентные канонические преобразования.
Производящая функция часто может быть выражена не через старые координаты и импульсы, а через любые две из четырёх переменных {\displaystyle p_{i},q_{i},Q_{i},P_{i}}, причём выбор независим для каждого {\displaystyle i=1,\cdots ,s}. Удобным оказывается выразить её так, чтобы для каждого {\displaystyle i} одна переменная была новой, а другая старой. Существует лемма, утверждающая, что это можно сделать всегда. Дифференциал функции {\displaystyle F} имеет явный вид полного дифференциала в том случае, когда она выражена через старые и новые координаты {\displaystyle F=F(q,p(q,Q,t),t)=F_{1}(q,Q,t)}. При использовании других пар координат удобно перейти к функциям, дифференциал которых будет иметь явный вид полного дифференциала для соответствующих переменных. Для этого нужно сделать преобразования Лежандра исходной функции {\displaystyle F}. Полученные функции называют производящими функциями канонического преобразования в соответствующих координатах. В случае когда выбор координат одинаков для всех {\displaystyle i} возможны четыре варианта выбора переменных, соответствующие функции принято обозначать номерами:
{\displaystyle F_{1}(q,Q,t),\;F_{2}(q,P,t),\;F_{3}(p,Q,t),\;F_{4}(p,P,t),}
где для простоты введены векторы старых координат и импульсов {\displaystyle q=(q_{1},\cdots ,q_{2})} {\displaystyle p=(p_{1},\cdots ,p_{2})}, аналогично и для новых координат и импульсов. О таких производящих функциях говорят как о производящих функциях 1-го, 2-го, 3-го или 4-го типа соответственно.

### Производящая функция 1-го типа
Пусть {\displaystyle F_{1}(q,Q,t)} — произвольная невырожденная функция старых координат, новых координат и времени:
{\displaystyle \det \left({\frac {\partial ^{2}F_{1}}{\partial q\,\partial Q}}\right)\neq 0,}
кроме того, задано некоторое число {\displaystyle c\neq 0}, тогда пара {\displaystyle (F_{1},c)} задаёт каноническое преобразование по правилу
{\displaystyle p={\frac {1}{c}}{\frac {\partial F_{1}}{\partial q}},}
{\displaystyle P=-{\frac {\partial F_{1}}{\partial Q}},}
{\displaystyle {\mathcal {H}}=cH+{\frac {\partial F_{1}}{\partial t}}.}
Связь с исходной производящей функцией:
{\displaystyle F_{1}(q,Q,t)=F(q,p(q,Q,t),t).}
Каноническое преобразование может быть получено с помощью такой функции, если не равен нулю якобиан:
{\displaystyle \det \left({\frac {\partial Q}{\partial p}}\right)\neq 0.}
Канонические преобразования, дополненные этим условием называют свободными.

### Производящая функция 2-го типа
Пусть {\displaystyle F_{2}(q,P,t)} — произвольная невырожденная функция старых координат, новых импульсов и времени:
{\displaystyle \det \left({\frac {\partial ^{2}F_{2}}{\partial q\,\partial P}}\right)\neq 0.}
кроме того, задано некоторое число {\displaystyle c\neq 0}, тогда пара {\displaystyle (F_{2},c)} задаёт каноническое преобразование по правилу
{\displaystyle p={\frac {1}{c}}{\frac {\partial F_{2}}{\partial q}},}
{\displaystyle Q={\frac {\partial F_{2}}{\partial P}},}
{\displaystyle {\mathcal {H}}=cH+{\frac {\partial F_{2}}{\partial t}}.}
Связь с исходной производящей функцией:
{\displaystyle F_{2}(q,P,t)=F(q,p(q,P,t),t)+PQ(q,p(q,P,t),t).}
Каноническое преобразование может быть получено с помощью такой функции, если не равен нулю якобиан:
{\displaystyle \det \left({\frac {\partial P}{\partial p}}\right)\neq 0.}

### Производящая функция 3-го типа
Пусть {\displaystyle F_{3}(p,Q,t)} — произвольная невырожденная функция старых импульсов, новых координат и времени:
{\displaystyle \det \left({\frac {\partial ^{2}F_{3}}{\partial p\,\partial Q}}\right)\neq 0.}
кроме того, задано некоторое число {\displaystyle c\neq 0}, тогда пара {\displaystyle (F_{3},c)} задаёт каноническое преобразование по правилу
{\displaystyle q=-{\frac {1}{c}}{\frac {\partial F_{3}}{\partial p}},}
{\displaystyle P=-{\frac {\partial F_{3}}{\partial Q}},}
{\displaystyle {\mathcal {H}}=cH+{\frac {\partial F_{3}}{\partial t}}.}
Связь с исходной производящей функцией:
{\displaystyle F_{3}(p,Q,t)=F(q(p,Q,t),p,t)-cpq(p,Q,t).}
Каноническое преобразование может быть получено с помощью такой функции, если не равен нулю якобиан:
{\displaystyle \det \left({\frac {\partial Q}{\partial q}}\right)\neq 0.}

### Производящая функция 4-го типа
Пусть {\displaystyle F_{4}(p,P,t)} — произвольная невырожденная функция старых импульсов, новых импульсов и времени:
{\displaystyle \det \left({\frac {\partial ^{2}F_{4}}{\partial p\,\partial P}}\right)\neq 0.}
кроме того, задано некоторое число {\displaystyle c\neq 0}, тогда пара {\displaystyle (F_{4},c)} задаёт каноническое преобразование по правилу
{\displaystyle q=-{\frac {1}{c}}{\frac {\partial F_{4}}{\partial p}},}
{\displaystyle Q={\frac {\partial F_{4}}{\partial P}},}
{\displaystyle {\mathcal {H}}=cH+{\frac {\partial F_{4}}{\partial t}}.}
Связь с исходной производящей функцией:
{\displaystyle F_{4}(p,P,t)=F(q(p,P,t),p,t)+PQ(q(p,P,t),p,t)-cpq(p,P,t).}
Каноническое преобразование может быть получено с помощью такой функции, если не равен нулю якобиан:
{\displaystyle \det \left({\frac {\partial P}{\partial q}}\right)\neq 0.}

### Примеры
1. Тождественное преобразование
{\displaystyle Q=q,}
{\displaystyle P=p,}
{\displaystyle {\mathcal {H}}=H}
может быть получено при:
{\displaystyle F_{2}=qP,\quad c=1.}
2. Если задать
{\displaystyle F_{1}=-\beta qQ,\quad c=-\alpha \beta ,}
то полученное преобразование будет иметь вид:
{\displaystyle Q=\alpha p,}
{\displaystyle P=\beta q.}
{\displaystyle {\mathcal {H}}=-\alpha \beta H}
Таким образом, разделение канонических переменных на координаты и импульсы с математической точки зрения является условным.
3. Преобразование инверсии
{\displaystyle Q=-q,}
{\displaystyle P=-p,}
{\displaystyle {\mathcal {H}}=H}
может быть получено при:
{\displaystyle F_{2}=-qP,\quad c=1.}
4. Точечные преобразования (преобразования при которых новые координаты выражаются только через старые координаты и время, но не старые импульсы.)
Они всегда могут быть заданы с помощью:
{\displaystyle F_{2}=\varphi (q,t)P,\quad c=1,}
тогда
{\displaystyle Q=\varphi (q,t).}
В частности, если
{\displaystyle F_{2}=(Aq,P),\quad c=1,}
где {\displaystyle A,} — ортогональная матрица:
{\displaystyle A^{T}A=E,}
то
{\displaystyle Q=Aq,}
{\displaystyle P=A^{T}p.}
К точечным преобразования приводит и функция:
{\displaystyle F_{3}=\phi (Q,t)p,\quad c=1,}
тогда
{\displaystyle q=-\phi (Q,t).}
В частности функция
{\displaystyle F_{3}=-p_{x}\rho \cos \varphi -p_{y}\rho \sin \phi -p_{z}z,\quad c=1,}
задаёт переход от декартовых координат к цилиндрическим.
5. Линейные преобразования переменных {\displaystyle (p,q)} системы с одной степенью свободы:
{\displaystyle Q=\alpha q+\beta p}
{\displaystyle P=\gamma q+\delta p}
является унивалентным каноническим преобразованием при
{\displaystyle \alpha \delta -\beta \gamma =1,}
производящая функция:
{\displaystyle F=-\beta \gamma pq-{\frac {1}{2}}\alpha \gamma q^{2}-{\frac {1}{2}}\beta \delta p^{2}.}
Такие преобразования образуют специальную линейную группу {\displaystyle SL(2,\mathbb {R} )}.

## Действие как производящая функция
Действие, выраженное как функция координат и импульсов конечной точки
{\displaystyle {\mathcal {S}}=\int pdq-Hdt}
задаёт каноническое преобразование гамильтоновой системы.

## Скобки Пуассона и Лагранжа
Необходимое и достаточное условие каноничности преобразований может быть записано с помощью скобок Пуассона:
{\displaystyle \lbrace P_{i}(q,p,t),P_{k}(q,p,t)\rbrace =0,}
{\displaystyle \lbrace Q_{i}(q,p,t),Q_{k}(q,p,t)\rbrace =0,}
{\displaystyle \lbrace Q_{i}(q,p,t),P_{k}(q,p,t)\rbrace =c\delta _{ik}.}
Кроме того, необходимым и достаточным условием каноничности преобразования является выполнение для произвольных функций {\displaystyle f(Q,P,t)} и {\displaystyle g(Q,P,t)} условия:
{\displaystyle \lbrace f,g\rbrace _{pq}=c\lbrace f,g\rbrace _{PQ},}
где под {\displaystyle \lbrace \cdot ,\cdot \rbrace _{pq}} и {\displaystyle \lbrace \cdot ,\cdot \rbrace _{PQ}} понимаются скобки Пуассона по старым и новым координатам соответственно.
В случае унивалентных канонических преобразований:
{\displaystyle \lbrace f,g\rbrace _{pq}=\lbrace f,g\rbrace _{PQ}}
и говорят, что скобки Пуассона инвариантны относительно таких преобразований. Иногда канонические преобразования так определяют (при этом каноническими преобразованиями считают только унивалентные).
Аналогично, необходимое и достаточное условие каноничности преобразований может быть записано с помощью скобок Лагранжа:
{\displaystyle [p_{i},p_{k}]=0,}
{\displaystyle [q_{i},q_{k}]=0,}
{\displaystyle [q_{i},p_{k}]=c\delta _{ik}.}